# Љубомир Ненадовић
Љубомир Ненадовић (Бранковина, 14/26. септембар 1826 — Ваљево, 21. јануар/2. фебруар 1895) био је српски књижевник, дипломата и политичар.

## Биографија
Рођен је 14/26. септембра 1826. године у Бранковини код Ваљева, у породици Ненадовића. Отац му је прота Матија Ненадовић, а деда кнез Алекса. Основну школу је завршио у Бранковини и Ваљеву, а Гимназију у Београду. Студирао је прво на београдском Лицеју, а потом у Прагу и Немачкој, у Берлину и на Универзитету у Хајделбергу. Кад се вратио 1848. године, био је кратко време професор Лицеја у Београду, виши чиновник министарства и дипломата. Током 1860. године био је министар просвете и по положају председник Друштва српске словесности. Неколико година је провео у Црној Гори, као гост кнеза Николе. На свој захтев пензионисан је 1868. године, а пензију је проводио најчешће или у Ваљеву или у немачким бањама у Висбадену и Хомбургу. Пуно је радио на развоју културног живота у Ваљеву, а запослио се и у једном ваљевском локалном листу и малој штампарији. Био је један од првих Срба који су се школовали у иностранству и започели рад на књижевности. Био је међу првих 16 редовних чланова Српске краљевске академије које је 1887. именовао краљ Милан Обреновић. Године 1892. Народна скупштина му је доделила додатну, државну пензију у износу од 4000 динара. Наредне године Књижевничко-уметничка заједница у Београду је организовала велику прославу пола века Ненадовићевог књижевног рада.
Као пензионер, живео је у Ваљеву до смрти 21. јануара/2. фебруара 1895. године, сахрањен је по својој жељи у порти цркве у Бранковини. Био је под старост мецена будућем сликару Драгомиру Глишићу из Ваљева.
По њему су назване ОШ „Љуба Ненадовић” Чукарица и ОШ „Љубомир-Љуба Ненадовић” Раниловић.

## Књижевни рад
Ненадовић је почео да пише још као ђак и на књижевности је радио озбиљно и без прекида. Његове прве песме су објављене 1843. године у часопису Подунавка. Он је имао широко филозофско образовање, доста је путовао и био упознат са савременим идејама и културом западних народа. Он је присталица рационалистичке филозофије и поштовалац Доситеја Обрадовића, на кога иначе умногоме подсећа. Као и Доситеј, и Ненадовић је више практичан дух и реформатор, који књижевност узима само као средство за популарисање напредних и слободоумних идеја. Написао је две збирке песама, шаљивих, програмских и у облику епиграма и басни. Неке од њих, као „Попара“ и „Манити глумац“, биле су веома популарне и високо цењене. Као поезија, његове песме су слабе, без заноса и праве песничке дикције. То је поука у стиху, напредне и добронамерне идеје казане ведро, духовито и интимно.
Знатно су важнији Ненадовићеви путописи, пет књига, писани у облику писама. То су Писма из Швајцарске, Прва писма из Немачке, Писма из Италије, у којима највише говори о Његошу, Друга писма из Немачке и Писма о Црногорцима. Сва су та писма пуна хумора, ведрине и досетљивости. „Сваки читатељ, каже он, може држати да су управо њему писана“. И писма немају више уметничке, па ни филозофске вредности, јер нису тако ни замишљена. У њима нема пластичних описа природе и дубљих филозофских запажања о народима и културама. Ненадовић избегава тај начин намерно и увек остаје само занимљив, једноставан и срдачан. Његов је циљ да поучи, да забави и разведри душу читаочеву. Писма о Црногорцима су свакојако најинтересантнија. Он је Црну Гору и Црногорце посматрао из кнежеве пратње, па је због тога његово приказивање одвећ идеалисано, али у сваком случају занимљиво. Ма колико да је Ненадовић био Европљанин и рационалиста, он је нагонски осетио високу вредност српског патријархалног морала, и у тој покрајини, у заклону од свих културних утицаја, где су народни живот и обичаји сачували најстарије облике, он је запазио многе лепе особине „чојства и образа“ нашег народа. У писмима о Црногорцима он је те особине нарочито истицао и описивао.
Када је 1858. године био постављен за секретара Српске агенције у Цариграду, Ненадовић је то искористио да обиђе Грчку, Свету Гору, Солун и Архипелаг. Ово путовање је инспирисало његов спев Дојчиновић Војин.
Ненадовић се бавио и превођењем. Нарочито је вредан помена његов превод „Француске револуције“ од Мињеа, „дело у своје доба јако омиљено и много читано у либералним омладинским редовима“.
Вредност Ненадовићева рада је више историјска него уметничка. Пишући лако и занимљиво, језиком необично чистим и течним, он је у своје време био веома популаран и много читан. За стварање читалачке публике и уобличавање савременог књижевног језика његова је заслуга несумњива.
Ненадовић је био један од првих српских планинара. Издавао је и уређивао лист Шумадинка, у којем је 1850. објавио чланак „Један дан из путовања мог по Србији 1845. године“. Шумадинка је излазила са прекидима до краја 1857. године. Осим на планинске врхове Србије и Црне Горе, попео се и на многе друге европске планине и о њима је писао у својим главним делима: Писма из Италије, Писма из Немачке, Писма из Швајцарске.